# Morgan Pearson
Morgan Pearson (ur. 22 września 1993 w Waszyngtonie) – amerykański triathlonista, srebrny medalista olimpijski.
Wystąpił w dwóch konkurencjach podczas igrzysk olimpijskich w Tokio – zajął 42. miejsce w zawodach indywidualnych oraz zdobył srebrny medal olimpijski w sztafecie mieszanej (wraz z nim amerykańską sztafetę stanowili: Katie Zaferes, Kevin McDowell i Taylor Knibb).